# Acanthaspidia typhlops
Acanthaspidia typhlops là một loài chân đều trong họ Acanthaspidiidae. Loài này được G. O. Sars miêu tả khoa học năm 1879.